# La Tinta
La Tinta är en kommunhuvudort i Guatemala.   Den ligger i departementet Departamento de Alta Verapaz, i den centrala delen av landet, 100 km nordost om huvudstaden Guatemala City. La Tinta ligger 100 meter över havet och antalet invånare är 27 027.
Terrängen runt La Tinta är varierad. La Tinta ligger nere i en dal. Runt La Tinta är det ganska tätbefolkat, med 108 invånare per kvadratkilometer. La Tinta är det största samhället i trakten. I omgivningarna runt La Tinta växer huvudsakligen savannskog.